# Kenneth Purpur
Kenneth Purpur (né le 1er mars 1932 à Grand Forks et mort le 5 juin 2011 à Rapid City) est un joueur américain de hockey sur glace. Lors des Jeux olympiques d'hiver de 1956, il remporte la médaille d'argent.

## Palmarès
- Médaille d'argent aux Jeux olympiques de Cortina d'Ampezzo en 1956